# ADN gyrase

Mécanisme d'action de la gyrase sur un ADN circulaire. La gyrase catalyse le croisement de brins, ce qui permet l'introduction de supertours négatifs

L'ADN gyrase ou gyrase est une enzyme de la famille des ADN topoisomérases de classe II, qui est capable d'introduire un surenroulement négatif dans l'ADN. L'ADN gyrase est une protéine spécifique des bactéries, qui est essentielle à la réplication de leur chromosome circulaire. La présence du surenroulement négatif créé par la gyrase favorise en particulier le déroulement local de la double hélice nécessaire à la transcription et à la réplication, par les ARN polymérases et ADN polymérases. La gyrase utilise l'énergie libérée par l'hydrolyse de l'ATP pour forcer ce surenroulement négatif. Comme toutes les topoisomérases de classe II, la gyrase catalyse la coupure des deux brins d'un segment d'ADN, pour permettre la traversée par un autre segment d'ADN. En conséquence, le nombre d'enlacement des deux brins d'ADN du duplex varie de deux à chaque étape catalysée par la gyrase.
La spécificité remarquable de l'ADN gyrase est sa capacité à forcer l'introduction de supertours négatifs, contre le gradient de tension mécanique de l'ADN, grâce au couplage avec l'énergie chimique libérée par l'hydrolyse de l'ATP. Les autres topoïsomérases de classe II ne sont capables que de relâcher les supertours.
Un certain nombre d'antibiotiques ont pour cible la gyrase des procaryotes, en particulier les aminocoumarines, les quinolones et les fluoroquinolones, tels que la novobiocine, l'acide nalidixique et la ciprofloxacine. L'inhibition de l'activité de cette enzyme est létale pour les bactéries.